# Campionat Manomanista de 2006
L'edició del 2006 del Campionat Manomanista de pilota basca tingué aquests resultats:

## Fase prèvia

### 32ns de final
| Data     | Lloc       | Roig       | Blau         | Resultat |
| -------- | ---------- | ---------- | ------------ | -------- |
| 01/04/06 | Amorebieta | Agirre     | Urberuaga    | 22-08    |
| 31/03/06 | Zeanuri    | Goñi III   | Leiza        | 06-22    |
| 02/04/06 | Oiartzun   | Koka       | Eulate       | 22-20    |
| 03/04/06 | Tolosa     | Galartza V | Peñagarikano | 18-22    |

### 16ns de final
| Data     | Lloc              | Roig     | Blau          | Resultat |
| -------- | ----------------- | -------- | ------------- | -------- |
| 07/04/06 | Tolosa            | Agirre   | Bengoetxea VI | 02-22    |
| 08/04/06 | Labrit (Pamplona) | Barriola | Leiza         | 07-22    |
| 10/04/06 | Tolosa            | Beloki I | Koka          | 22-13    |
| 09/04/06 | Bergara           | Lasa III | Peñagarikano  | 07-22    |

### 8ns de final
| Data     | Lloc              | Roig       | Blau          | Resultat |
| -------- | ----------------- | ---------- | ------------- | -------- |
| 14/04/06 | Zarautz           | Eugi       | Bengoetxea VI | 22-20    |
| 15/04/06 | Tolosa            | Olaizola I | Leiza         | 20-22    |
| 15/04/06 | Labrit (Pamplona) | Beloki I   | Zearra        | 22-12    |
| 17/04/06 | Bergara           | Xala       | Peñagarikano  | 13-22    |

## Fase final del 2006
|  | Quarts de final                       | Quarts de final                       |                                       |          | Semifinals  | Semifinals  |  |  | Final                         | Final |
|  |                                       |                                       |                                       |          |             |             |  |  |                               |       |
|  | Labrit (Pamplona), 01 de maig         |                                       |                                       |          |             |             |  |  |                               |       |
|  |                                       |                                       |                                       |          |             |             |  |  |                               |       |
|  | Olaizola II                           | 22                                    |                                       |          |             |             |  |  |                               |       |
|  | Olaizola II                           | 22                                    | Labrit (Pamplona), 13 de maig         |          |             |             |  |  |                               |       |
|  | Eugi                                  | 04                                    |                                       |          |             |             |  |  |                               |       |
|  | Eugi                                  | 04                                    | Olaizola II                           | 22       |             |             |  |  |                               |       |
|  | Zarautz, 29 d'abril                   |                                       | Olaizola II                           | 22       |             |             |  |  |                               |       |
|  |                                       | Gonzalez                              | 13                                    |          |             |             |  |  |                               |       |
|  | Gonzalez                              | Gonzalez                              | 13                                    | 22       |             |             |  |  |                               |       |
|  | Gonzalez                              |                                       | Atano III (Sant Sebastià), 04 de juny | 22       |             |             |  |  |                               |       |
|  | Leiza                                 | 17                                    |                                       |          |             |             |  |  |                               |       |
|  | Leiza                                 | 17                                    | Olaizola II                           | 17       |             |             |  |  |                               |       |
|  | Labrit (Pamplona), 05 de maig         |                                       | Olaizola II                           | 17       |             |             |  |  |                               |       |
|  |                                       | Mtnez de Irujo                        | 22                                    |          |             |             |  |  |                               |       |
|  | Beloki I                              | Mtnez de Irujo                        | 22                                    | 22       |             |             |  |  |                               |       |
|  | Beloki I                              | Atano III (Sant Sebastià), 21 de maig |                                       | 22       |             |             |  |  |                               |       |
|  | Patxi Ruiz                            | 01                                    |                                       |          |             |             |  |  |                               |       |
|  | Patxi Ruiz                            | 01                                    | Beloki I                              | 02       | Tercer lloc | Tercer lloc |  |  |                               |       |
|  | Atano III (Sant Sebastià), 06 de maig |                                       | Beloki I                              | 02       | Tercer lloc | Tercer lloc |  |  |                               |       |
|  |                                       | Mtnez de Irujo                        | 22                                    |          |             |             |  |  |                               |       |
|  | Peñagarikano                          | Mtnez de Irujo                        | 22                                    | 14       | Beloki I    | 05          |  |  |                               |       |
|  | Peñagarikano                          |                                       |                                       | 14       | Beloki I    | 05          |  |  |                               |       |
|  | Mtnez de Irujo                        | 22                                    |                                       | Gonzalez | 22          |             |  |  |                               |       |
|  | Mtnez de Irujo                        | 22                                    |                                       |          | 22          |             |  |  |                               |       |
|  |                                       |                                       |                                       |          |             |             |  |  | Labrit (Pamplona), 03 de juny |       |
|  |                                       |                                       |                                       |          |             |             |  |  |                               |       |

## Altres edicions del Campionat Manomanista
- Campionat Manomanista de 2005
- Campionat Manomanista de 2007
- Campionat Manomanista de 2008
- Campionat Manomanista de 2009